# ريان جونستون
ريان جونستون هو لاعب هوكي الجليد كندي، ولد في 14 فبراير 1992 في غريتر سودبوري في كندا.

## وصلات خارجية
- ريان جونستون على موقع دوري الهوكي الوطني (الإنجليزية)
- ريان جونستون على موقع EliteProspects.com (الإنجليزية)
- ريان جونستون على موقع Eurohockey.com (الإنجليزية)
- ريان جونستون على موقع HockeyDB.com (الإنجليزية)
- ريان جونستون على موقع Hockey-Reference.com (الإنجليزية)